# 常磐村 (愛知県愛知郡)
常磐村（ときわむら）は、かつて愛知県愛知郡にあった村。
現在の名古屋市中村区南部、中川区北部に該当する。村名は、常磐村の元となった3つの村に由来する。松葉村、柳森村は植物に関わる文字があることから常盤とし、岩塚村の岩より、「盤」を「磐」にしている。

## 沿革
- 江戸時代末期、この地域は尾張藩領、熱田神宮領であった。
- 1878年（明治11年） -
  - 小塚村、七女子村、本郷村が合併し、小本村となる。
  - 八ツ屋村と丸米野村が合併し、篠原村となる。
- 1889年（明治22年）10月1日 -
  - 小本村、篠原村、四女子村、長良村が合併し、松葉村となる。
  - 高須賀村、八田村、万町村、烏森村が合併し、柳森村となる。
- 1906年（明治39年）5月10日 - 松葉村、柳森村、岩塚村が合併し、常磐村となる。
- 1921年（大正10年）8月22日 - 名古屋市に編入され、名古屋市中区の一部となる。
- 1937年（昭和12年）10月1日 - 中区、西区から中村区が新設。中区、南区から中川区が新設される。

### 現在の地名との関係
中川区と中村区とでは、境界を関西本線に合わせて変更している。おおよそであるが、常磐村のうち、旧・松葉村域と篠原、長良、四女子、小塚、七女子、本郷の各地区が中川区であり、旧・岩塚村と高須賀、烏森の両地区が中村区である。

## 学校
- 常磐村立中村常磐尋常高等小学校　（現・名古屋市立常磐小学校）

## 交通機関
- 関西本線
  - 八田信号所[1]が開設されていたが、当時鉄道駅は設置されていなかった[2]。

## 神社・仏閣
- 八剣社
- 神明社
- 万念寺

## その他
愛知郡には、常磐村と同じ読みの村、「常盤村」が、1876年から1889年まで存在した。後に合併で御器所村となり、現在の名古屋市昭和区となっている。